# Loge Marnix van Sint-Aldegonde

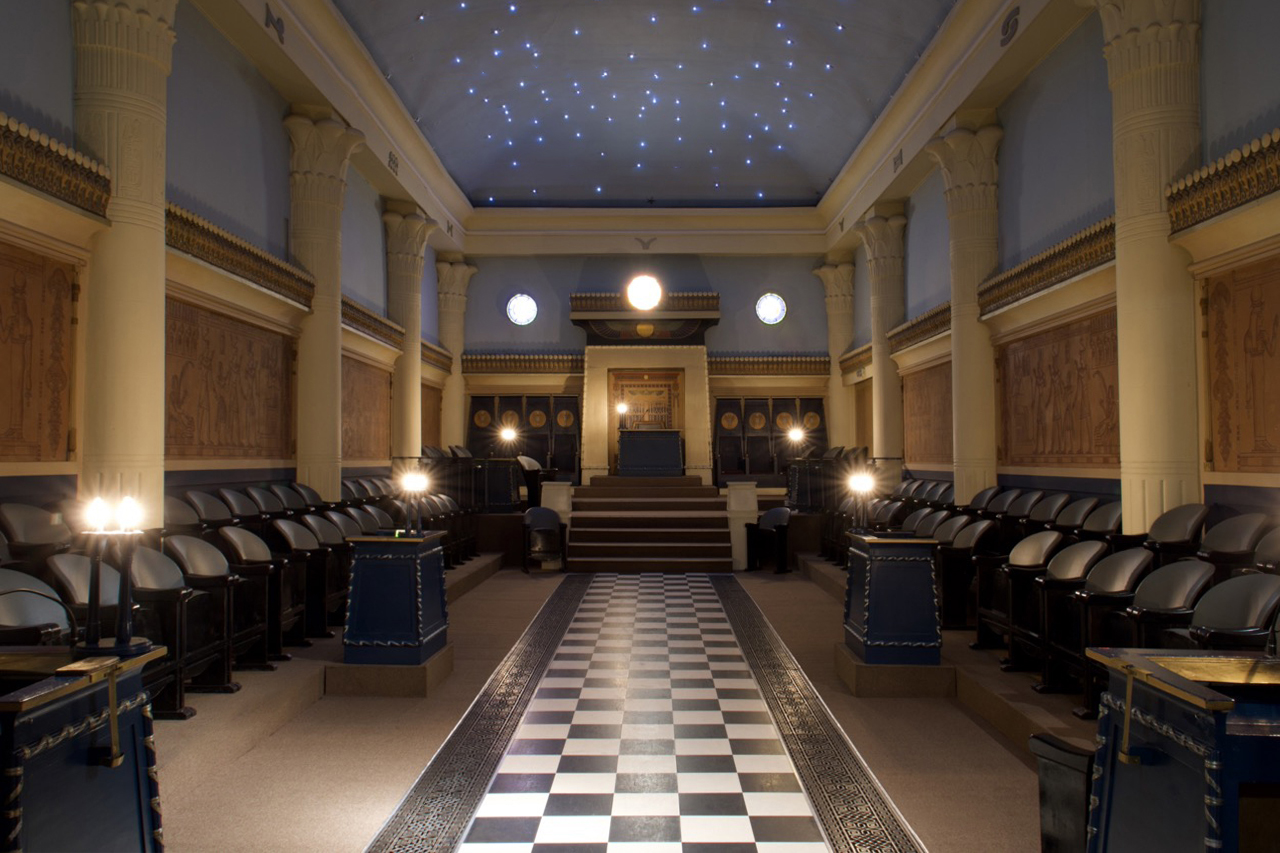
Tempel van loge Marnix van Sint-Aldegonde

Loge Marnix van Sint-Aldegonde is een vrijmetselaarsloge te Antwerpen welke onderdeel is van de Grootloge van België.
De loge is de eerste in België die vanaf de oprichting Nederlandstalig was. Ze stond mede aan de wieg van de eerste Nederlandstalige loges in Brussel, Gent en Brugge. Later was ze een van de vijf stichtende leden van de Grootloge van België (1959), en leverde ze de eerste grootmeester hiervan, Frans Smits.
De loge ontleent haar naam aan Filips van Marnix, heer van Sint-Aldegonde, 16e eeuws calvinistisch schrijver, buitenburgemeester van Antwerpen, adviseur van Willem van Oranje en fel criticus van de macht en het misbruik van de toenmalige Roomse clerus.

## Geschiedenis
Op 18 december 1888 stichten een aantal leden van de Antwerpse loge Les Élèves de Thémis de nieuwe werkplaats Marnix van Sint Aldegonde onder het Grootoosten van België. De moederloge werkte al in het Nederlands; de oprichting van de nieuwe loge was het gevolg van onenigheid over de persoon van haar Voorzittend meester.
De decennia daarna groeide Marnix uit tot de verzamelplaats van Vlaamsgezinde vrijmetselaars. Een specifiek op Vlaanderen gerichte maçonnieke werk stond vanaf de aanvang centraal. Het cultuurflamingantische streven naar de creatie van een Vlaamse (intellectuele) elite was daarin bepalend.
In de jaren na de Tweede Wereldoorlog ondervond de loge geen steun meer voor zijn Vlaamse programma bij het Grootoosten van België, wat er toe leidde dat zij zich in 1959 afscheurde om samen met andere loges de Grootloge van België op te richten.

## Bekende leden
- Maurits Sabbe (1873-1938), schrijver
- Nico Gunzburg (1882-1984), professor UG, dichter en diplomaat
- Pol de Mont (1857-1931), auteur
- Flor Alpaerts (1876-1954), componist
- Ary Delen (1883-1960), schrijver
- Frans Smits (1891-1968), schooldirecteur, voormalig grootmeester GLB
- Frans Wittemans (1872-1963), socialistisch politicus, advocaat en schrijver